# われわれの館
われわれの館 ～図書館司書就職支援の館～（われわれのやかた ～としょかんししょしゅうしょくしえんのやかた～）は、司書（図書館員）など図書館関係の求人情報を扱う日本の非営利・個人運営ウェブサイトで、2000年に開設され、2013年に閉鎖した。個人サイトながら、図書館界における求人情報のインフラとしての役割を果たしており、トップページの年間アクセス数は200万件に上った。
主に図書館司書の求人情報を、正規・非正規問わず収集し提供するウェブサイトとして、2000年7月に開設された。当サイトの開設より前、インターネット上で図書館関係の求人を探す手段としては、日本図書館協会のウェブサイトや、既存の個人サイト「WEB版図書館就職相談室」などが主で、管理人自身がウェブ上の情報収集に苦労したことや、企業の採用担当者からも人材確保の難しさを耳にしていたことから、「われわれの館」の開設に至ったという。
当初は管理人が収集した情報を表にまとめたものに過ぎなかったが、利用者が自由に書き込める「司書採用試験情報」のコーナーを設置し、2001年1月にはYahoo! JAPANに登録されたことでアクセスが急増した。（試験情報は、2005年1月からは登録済みの団体と管理人のみが編集できるように制限された） また、求人側からのアクセスも増えたことから、求職者が自分の情報を登録する「図書館司書人材バンク」も設置していたが、2,000人近くまで膨れ上がった個人情報の管理が難しくなったことから、5年後に閉鎖となった。このほか、採用試験の過去問やイベント情報も提供されたものを掲載していた。
閉鎖される前年の2012年度は、約4,000件の求人（うち正規は60件未満）が掲載されていた。匿名希望の提供者からの情報についてはサイトの管理人が掲載作業を行い、そのほか日本各地の図書館（600館以上）や企業からも求人情報を直接掲載してもらえるよう掲載用IDを割り当てていた。一時期は、管理人のほかにも協力者に掲載作業を分担してもらっていた。
「われわれの館」の求人情報システムには、2009年5月からさくらインターネットのレンタルサーバが使用されていたが、アクセス数の増加により閲覧・掲載に支障がでるようになり、また管理人が公私ともに多忙となったことから閉鎖を考えていたところ、レンタルサーバの更新によって求人情報システムが動かなくなったことで閉鎖を決断したという。
2013年10月20日にウェブサイトが閉鎖された。「われわれの館」閉鎖のニュースは国立国会図書館のニュースサイトでも報じられ、インタビュー記事が掲載された。日本図書館協会のメールマガジンでは、「われわれの館」閉鎖に言及し、求人情報の掲載について問い合わせが来ている旨掲載された。